# Platyja lemur
Platyja lemur är en fjärilsart som beskrevs av Felder 1874. Platyja lemur ingår i släktet Platyja och familjen nattflyn. Inga underarter finns listade i Catalogue of Life.